# Skvortsove (Crimea)
|  | Per a altres significats, vegeu «Skvortsovo». |

Skvortsove (en (ucraïnès): Скворцове, en rus: Скворцово, Skvortsovo) és un poble de la República Autònoma de Crimea, a Ucraïna, que el 2014 tenia 2.517 habitants. Pertany al districte de Simferòpol.